# Y Horologii
Y Horologii är en misstänkt variabel (CST:) i stjärnbilden Pendeluret. Stjärnan har fotografisk magnitud +12,0 och varierar i en amplitud som inte är tillräckligt känd.